# Elecciones generales de Honduras de 1855

## Antecedentes
En 1855 Francisco de Aguilar ocupaba el cargo de senador representante de Comayagua ante la Asamblea Legislativa, cuando recibe la designación del cargo de Presidente Interino de Honduras, en cuanto se celebraran las elecciones para presidente. Francisco de Aguilar sucedería en el cargo a José Santiago Bueso Soto, quien era el vicepresidente. Al cerrarse la audiencia de la Asamblea se dio un “voto de confianza” al ciudadano Francisco de Aguilar por la forma diligente en que llevó la Jefatura del estado.

## Elecciones
En fecha 11 de febrero de 1856 la cámara de diputados y senadores estaba instalada en Asamblea General para verificar el escrutinio realizado en diciembre de 1855 de la cual no se encontraría ganador por no haber mayoría absoluta en los votos. Por consiguiente, se procedió conforme lo ordenado en el artículo 38 de la Constitución de Honduras de 1848 eligiéndose al General José Santos Guardiola como Presidente constitucional y a José María Lazo como vicepresidente, quienes tomaron posesión de sus cargos el 17 de febrero de 1856.

## Gobierno
José Santos Guardiola es el primer presidente hondureño en completar su periodo presidencia.

## Hechos posteriores
La constitución de entonces era la Constitución del Estado de Honduras de 1848 permitía la reelección presidencial, por lo que Guardiola participa en las elecciones como candidato de su partido, ganándolas, siendo así también el primer presidente de Honduras en ser reelegido presidente.
El segundo gobierno de José Santos Guardiola temrina debido al magnicidio llevado en su contra el 11 de enero de 1862.